# اچ‌ام‌اس اسکورپیون (۱۷۴۶)
اچ‌ام‌اس اسکورپیون (۱۷۴۶) (به انگلیسی: HMS Scorpion (1746)) یک کشتی بود که طول آن ۹۱ فوت ۲ اینچ (۲۷٫۸ متر) بود. این کشتی در سال ۱۷۴۶ ساخته شد.